# Championnat d'Amérique du Sud de rugby à XV 2000
Navigation
Championnat 1998 Championnat 2001
Le Championnat d'Amérique du Sud de rugby à XV 2000 est une compétition de rugby à XV organisée par la Confederación sudamericana de rugby. La 22e édition se déroule du 12 novembre au 18 novembre 2000 et est remportée par l'équipe d'Argentine.

## Équipes participantes
| Division A - Argentine - Chili - Uruguay - Paraguay | Division B - Brésil - Venezuela - Pérou |

## Division A

### Format
L'Argentine, le Chili, l'Uruguay et le Paraguay disputent des matchs sous la forme d'un tournoi. Le premier est déclaré vainqueur.

### Classement
| Rang | Nation        | J | V | N | D | Pm | Pe | Diff | Pts |
| ---- | ------------- | - | - | - | - | -- | -- | ---- | --- |
| 1    | Argentine (T) | 2 | 2 | 0 | 0 | 47 | 35 | +12  | 6   |
| 2    | Uruguay       | 2 | 1 | 0 | 1 | 30 | 38 | -8   | 4   |
| 3    | Chili         | 2 | 0 | 0 | 2 | 25 | 29 | -4   | 2   |
| 4    | Paraguay      | 0 | 0 | 0 | 0 | 0  | 0  | 0    | 0   |

|  | Vainqueur (no 1).        |
|  | T : Tenant du titre 1998 |

### Résultats
| 12 novembre 2000 | Uruguay | 11 – 9 | Chili | Montevideo |
| 12 novembre 2000 |         |        |       | Montevideo |
| 12 novembre 2000 |         |        |       | Montevideo |

| 14 novembre 2000 | Argentine | Forfait | Paraguay | Montevideo |
| 14 novembre 2000 |           |         |          | Montevideo |
| 14 novembre 2000 |           |         |          | Montevideo |

| 16 novembre 2000 | Argentine | 18 – 16 | Chili | Montevideo |
| 16 novembre 2000 |           |         |       | Montevideo |
| 16 novembre 2000 |           |         |       | Montevideo |

| 16 novembre 2000 | Uruguay | Forfait | Paraguay | Montevideo |
| 16 novembre 2000 |         |         |          | Montevideo |
| 16 novembre 2000 |         |         |          | Montevideo |

| 18 novembre 2000 | Uruguay | 19 – 29 | Argentine | Montevideo |
| 18 novembre 2000 |         |         |           | Montevideo |
| 18 novembre 2000 |         |         |           | Montevideo |

| 18 novembre 2000 | Chili | Forfait | Paraguay | Montevideo |
| 18 novembre 2000 |       |         |          | Montevideo |
| 18 novembre 2000 |       |         |          | Montevideo |

## Division B

### Format
Le Brésil, le Pérou et le Venezuela disputent le tournoi du 12 novembre au 18 novembre 2000. Le premier est déclaré vainqueur.

### Classement
| Rang | Nation    | J | V | N | D | Pm | Pe  | Diff | Pts |
| ---- | --------- | - | - | - | - | -- | --- | ---- | --- |
| 1    | Brésil    | 2 | 2 | 0 | 0 | 83 | 12  | +71  | 6   |
| 2    | Venezuela | 2 | 1 | 0 | 1 | 66 | 43  | +23  | 4   |
| 3    | Pérou     | 2 | 0 | 0 | 2 | 13 | 107 | -94  | 2   |

|  | Vainqueur (no 1). |

### Résultats
| 12 novembre 2000 | Brésil | 53 – 0 | Pérou | São Paulo |
| 12 novembre 2000 |        |        |       | São Paulo |
| 12 novembre 2000 |        |        |       | São Paulo |

| 15 novembre 2000 | Venezuela | 54 – 13 | Pérou | São Paulo |
| 15 novembre 2000 |           |         |       | São Paulo |
| 15 novembre 2000 |           |         |       | São Paulo |

| 18 novembre 2000 | Brésil | 30 – 12 | Venezuela | São Paulo |
| 18 novembre 2000 |        |         |           | São Paulo |
| 18 novembre 2000 |        |         |           | São Paulo |